# Організації праці на римській віллі ІІ ст. до Р.Х – І ст. після Р.Х.

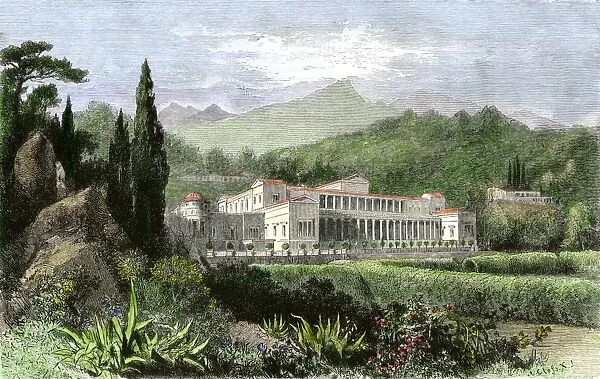
Стародавня римська вілла Плінія Молодшого

Вілли в римській історії відігравали достатньо важливу роль, особливо коли мова заходить про економіку. Римська цивілізація базувалась саме на сільському господарстві. Тож і вілли були основою економіки стародавнього Риму.

## Організація
На вершині цієї організації стоїть власник вілли. За ним йде віллик - зазвичай раб, який керую віллою та виконує накази свого хазяїна. Найнижчу ланку займають раби, рідше наймані робітника, які були в підпорядкованості віллика. Існували як звичайні раби, які працювали на полях, так і більш спеціалізовані робітники, такі як ключник, вівчар, доглядач та інші. 

### Власник
Він мав всеосяжний контроль над його віллою, тож і робити він міг все що заманеться, в рамках тогочасного законодавства. Але Катон в своїй праці "Про землеробство" виокремлює та чітко показує повноваження хазяїна вілли:
“Він повинен подбати, щоб інші роботи були виконані; підвести рахунок грошам, хлібу, тому, що приготовлено на корм худобі, вину, олії; підрахувати, що він продав, що стягнуто, що залишається, що є на продаж. Надійні забезпечення і слід прийняти як надійні; все інше привести до ясності. Чого на рік не вистачить, купити; чого є надлишок, то продати; що треба здати з підряду, то здати. Господар повинен розпорядитися і залишити запис про те, які роботи він хоче зробити самотужки і які хоче здати з підряду.” 
З цитати ми бачимо основні обов’язки хазяїна, хоча дехто може трактувати її як просту рекомендацію, так як господар був у волі робити все що йому було потрібно. Ось ідеальні слова Катона про господаря: '“Хазяїну любо продавати, а не купувати”' 

### Віллик
Віллик фактично був посередником між волею хазяїна вілли та робітниками або рабами, а також є своєрідним контролером рабів. І ось цитата:
“Ось обов'язки віллика. Він має завести гарний порядок, дотримуватись свят; чужого до рук не брати; своє охороняти ретельно. Він вирішує суперечки рабів; якщо хтось чим провинився, він гарно карає винного, дивлячись з провини.” 
Але віллик також і працює з разом з всіма:
“Віллік не може сидіти без діла, він завжди тверезий, та ніколи не йде кудись на обід. Він мусить вивчити весь сільський промисел, працюватиме він часто, але не до втоми” 
Таким чином він своїм прикладом міг мотивувати інших рабів працювати краще, і водночас знати що в них на думці. Але не потрібно забувати що він в першу чергу раб, і ось деякі слова більш морально-культурного характеру: 
“Нехай він не вважає себе розумнішим за хазяїна. Друзі господаря він вважає друзями своїми: слухає-
ся того, кому наказано. Жертвопринесення він робить тільки в Компіталії, на перехресті або на вогнищі. Без накозу господаря він нікому не повірить у борг; що повірив хазяїн, то він витребовує. Насіння для посіву, харчових припасів, полби, вина та олії він нікому не позичить. У нього є два-три господарства, де він може попросити, що потрібно, та яким він сам позичає, але більше нікого.” 
Закінчити про обов’язки віллика найкраще словами Катона: 
'“Він першим встає з ліжка і останнім лягає в нього. Спочатку подивиться, чи замкнена садиба, лежить чи кожен на своєму місці і чи дано корм тваринам...”' 

### Раби
Становище рабів не було таким поганим як здається, так як отримували вони достатньо їжі, вина та теплого одягу.
“Рабам не повинно бути погано: вони не повинні мерзнути та голодувати. У віллі вони завжди в роботі: так він їх легший утримає від поганого та крадіжки. Якщо віллік не захоче, щоб раби поводилися погано, вони погано не поводитимуться. Якщо ж він це терпітиме, господар не повинен залишати цього безкарним. За заслугу він дякує, щоб і іншим хотілося поводитися правильно.” 
Катан також пише про чітко вивірену кількість хліба, вина та олії для рабів. А саме йдеться про 4 модія пшениці зимою, для тих хто працює, 4.5 модія літом. Для вілліка, ключника, наглядача та вівчару - по 3. Всього на рік випивали вони 7 квадранталів вина. Також існували добавки, тобто за ту чи іншу роботу могли давати більше вина, тож раб міг випивати й 10 квадранталів вина. Олію на місяць вони отримували по секстарю, а модія солі вистачало на рік. Говорячи про одяг,  то кожен рік раб отримував нову туніку вагою 3.5 фунти та плащ. Старий одяг в нього забирали. Хороші дерев’яні сандалі мінялись кожен рік… 